# Partidul Anti-Masonic
Partidul Anti-Masonic, cunoscut și ca Mișcarea Anti-Masonică a fost un partid politic istoric din Statele Unite ale Americii, având ca ideologie lupta împotriva societăților secrete. Partidul a fost fondat în anul 1828 în statul New York, în urma dispariției misterioase a lui William Morgan, un zidar. Scopul acestui partid era eliminarea francmasoneriei din SUA.